# 제프 일리
제프 일리(Geoff Eley, 1949년 - )는 영국 태생의 독일 역사가이다. 1974년에 서식스 대학교에서 철학 박사 학위를 받았고, 1979년 이래 미시간 대학교에서 교수로 있다. 그는 현재 미시간 대학의 칼 포트 석좌교수로 재직 중이다.
일리의 초기 저작은 독일 제국 시대의 급진 국민주의에 초점을 맞추고 있다. 그러나 역사서술론과 유럽의 정치적 좌파의 역사에서 이론적이고 방법론적인 영향력을 포함하여 성장하였다.
일리는 특히 그의 초기 연구이며, 데이비드 블랙번(현재, 같은 영국인인 하버드 대학교 교수)과의 공저인 《독일사의 특수성(The Peculiarities of German History)》을 통하여 잘 알려져 있고, 독일 사회사 중에서 특수한 길 테제에서 새로운 권위자이다.

## 저서
- A Crooked Line: From Cultural History to the History of Society. Ann Arbor: University of Michigan Press, 2005.
- Forging Democracy: The History of the Left in Europe, 1850-2000. New York: Oxford University Press, 2002.
  - 《The Left 1848-2000 - 미완의 기획, 유럽 좌파의 역사》, 뿌리와이파리, 유강은(옮긴이), 2008년 2월. ISBN 89-90024-77-3
- Reshaping the German Right: Radical Nationalism and Political Change after Bismarck. London and New Haven: Yale University Press, 1980; new ed. 1991.
- Wilhelminismus, Nationalismus, Faschismus: Zur historischen Kontinuität in Deutschland. Münster: Verlag Westfälisches Dampfboot, 1991.
- From Unification to Nazism: Reinterpreting the German Past. London: Routledge, 1986.
- The Peculiarities of German History (with David Blackbourn). Oxford: Oxford University Press, 1984.
  - 《독일 역사학의 신화 깨뜨리기》, 데이비드 블랙번과 공저, 푸른역사, 정용숙, 최용찬(공역), 2007년.